# Campeonato Europeu de Halterofilismo de 2019
O Campeonato Europeu de Halterofilismo de 2019 foi a 98ª edição do campeonato, sendo organizado pela Federação Europeia de Halterofilismo, em Batumi, na Geórgia, entre 6 a 13 de abril de 2019. Foram disputadas 20 categorias (10 masculino e 10 feminino).

## Calendário
| Data→ Categoria ↓ | Sab 06 | Dom 07 | Seg 08 | Ter 09 | Qua 10 | Qui 11 | Sex 12 | Sab 13 |
| ----------------- | ------ | ------ | ------ | ------ | ------ | ------ | ------ | ------ |
| 55 kg             | ●      |        |        |        |        |        |        |        |
| 61 kg             |        | ●      |        |        |        |        |        |        |
| 67 kg             |        |        | ●      |        |        |        |        |        |
| 73 kg             |        |        |        | ●      |        |        |        |        |
| 81 kg             |        |        |        |        | ●      |        |        |        |
| 89 kg             |        |        |        |        |        | ●      |        |        |
| 96 kg             |        |        |        |        |        |        | ●      |        |
| 102 kg            |        |        |        |        |        |        |        | ●      |
| 109 kg            |        |        |        |        |        |        |        | ●      |
| +109 kg           |        |        |        |        |        |        |        | ●      |

| Data→ Categoria ↓ | Sab 06 | Dom 07 | Seg 08 | Ter 09 | Qua 10 | Qui 11 | Sex 12 | Sab 13 |
| ----------------- | ------ | ------ | ------ | ------ | ------ | ------ | ------ | ------ |
| 45 kg             | ●      |        |        |        |        |        |        |        |
| 49 kg             | ●      |        |        |        |        |        |        |        |
| 55 kg             |        | ●      |        |        |        |        |        |        |
| 59 kg             |        |        | ●      |        |        |        |        |        |
| 64 kg             |        |        |        | ●      |        |        |        |        |
| 71 kg             |        |        |        |        | ●      |        |        |        |
| 76 kg             |        |        |        |        |        | ●      |        |        |
| 81 kg             |        |        |        |        |        |        | ●      |        |
| 87 kg             |        |        |        |        |        |        | ●      |        |
| +87 kg            |        |        |        |        |        |        |        | ●      |

## Medalhistas

### Masculino
| Evento     | Ouro                               | Ouro      | Prata                           | Prata     | Bronze                          | Bronze    |
| até 55 kg  | até 55 kg                          | até 55 kg | até 55 kg                       | até 55 kg | até 55 kg                       | até 55 kg |
| ---------- | ---------------------------------- | --------- | ------------------------------- | --------- | ------------------------------- | --------- |
| Arranque   | Mirco Scarantino · Itália          | 116 kg    | Muammer Şahin · Turquia         | 112 kg    | Cristian Marian Luca · Roménia  | 111 kg    |
| Arremesso  | Angel Rusev · Bulgária             | 146 kg    | Mirco Scarantino · Itália       | 145 kg    | Muammer Şahin · Turquia         | 135 kg    |
| Total      | Mirco Scarantino · Itália          | 261 kg    | Angel Rusev · Bulgária          | 256 kg    | Muammer Şahin · Turquia         | 247 kg    |
| até 61 kg  |                                    |           |                                 |           |                                 |           |
| Arranque   | Henadz Laptseu · Bielorrússia      | 133 kg    | Bünyamin Sezer · Turquia        | 132 kg    | Ferdi Hardal · Turquia          | 127 kg    |
| Arremesso  | Shota Mishvelidze · Geórgia        | 156 kg    | Ferdi Hardal · Turquia          | 155 kg    | Jon Luke Mau · Alemanha         | 154 kg    |
| Total      | Henadz Laptseu · Bielorrússia      | 286 kg    | Bünyamin Sezer · Turquia        | 283 kg    | Ferdi Hardal · Turquia          | 282 kg    |
| até 67 kg  |                                    |           |                                 |           |                                 |           |
| Arranque   | Daniyar İsmayilov · Turquia        | 147 kg    | Simon Brandhuber · Alemanha     | 146 kg    | Mirko Zanni · Itália            | 142 kg    |
| Arremesso  | Bernardin Matam · França           | 175 kg    | Goga Chkheidze · Geórgia        | 169 kg    | Simon Brandhuber · Alemanha     | 165 kg    |
| Total      | Bernardin Matam · França           | 312 kg    | Simon Brandhuber · Alemanha     | 311 kg    | Goga Chkheidze · Geórgia        | 308 kg    |
| até 73 kg  |                                    |           |                                 |           |                                 |           |
| Arranque   | Briken Calja · Albânia             | 156 kg    | Vadzim Likharad · Bielorrússia  | 153 kg    | Bojidar Andreev · Bulgária      | 153 kg    |
| Arremesso  | Bojidar Andreev · Bulgária         | 192 kg    | Briken Calja · Albânia          | 183 kg    | David Sánchez · Espanha         | 183 kg    |
| Total      | Bojidar Andreev · Bulgária         | 345 kg    | Briken Calja · Albânia          | 339 kg    | Vadzim Likharad · Bielorrússia  | 335 kg    |
| até 81 kg  |                                    |           |                                 |           |                                 |           |
| Arranque   | Ritvars Suharevs · Letônia         | 162 kg    | Andrés Mata · Espanha           | 160 kg    | Erkand Qerimaj · Albânia        | 159 kg    |
| Arremesso  | Antonino Pizzolato · Itália        | 201 kg    | Celil Erdoğdu · Turquia         | 196 kg    | Petr Asayonak · Bielorrússia    | 196 kg    |
| Total      | Antonino Pizzolato · Itália        | 356 kg    | Petr Asayonak · Bielorrússia    | 355 kg    | Ritvars Suharevs · Letônia      | 354 kg    |
| até 89 kg  |                                    |           |                                 |           |                                 |           |
| Arranque   | Revaz Davitadze · Geórgia          | 170 kg    | Davit Hovhannisyan · Armênia    | 165 kg    | Hakob Mkrtchyan · Armênia       | 164 kg    |
| Arremesso  | Hakob Mkrtchyan · Armênia          | 207 kg    | Revaz Davitadze · Geórgia       | 200 kg    | Krenar Shoraj · Albânia         | 195 kg    |
| Total      | Hakob Mkrtchyan · Armênia          | 371 kg    | Revaz Davitadze · Geórgia       | 370 kg    | Davit Hovhannisyan · Armênia    | 360 kg    |
| até 96 kg  |                                    |           |                                 |           |                                 |           |
| Arranque   | Yauheni Tsikhantsou · Bielorrússia | 178 kg    | Anton Pliesnoi · Geórgia        | 173 kg    | Kyryl Pyrohov · Ucrânia         | 171 kg    |
| Arremesso  | Yauheni Tsikhantsou · Bielorrússia | 222 kg    | Egor Klimonov · Rússia          | 210 kg    | Vadim Koževņikov · Letônia      | 207 kg    |
| Total      | Yauheni Tsikhantsou · Bielorrússia | 400 kg    | Egor Klimonov · Rússia          | 378 kg    | Anton Pliesnoi · Geórgia        | 377 kg    |
| até 102 kg |                                    |           |                                 |           |                                 |           |
| Arranque   | Dmytro Chumak · Ucrânia            | 175 kg    | Vadzim Straltsou · Bielorrússia | 170 kg    | Irakli Chkheidze · Geórgia      | 169 kg    |
| Arremesso  | Dmytro Chumak · Ucrânia            | 216 kg    | Samvel Gasparyan · Armênia      | 209 kg    | Kostiantyn Reva · Ucrânia       | 207 kg    |
| Total      | Dmytro Chumak · Ucrânia            | 391 kg    | Samvel Gasparyan · Armênia      | 377 kg    | Vadzim Straltsou · Bielorrússia | 376 kg    |
| até 109 kg |                                    |           |                                 |           |                                 |           |
| Arranque   | Simon Martirossian · Armênia       | 192 kg    | Rodion Bochkov · Rússia         | 192 kg    | Andrei Aramnau · Bielorrússia   | 190 kg    |
| Arremesso  | Simon Martirossian · Armênia       | 235 kg    | Arturs Plesnieks · Letônia      | 225 kg    | Arkadiusz Michalski · Polónia   | 221 kg    |
| Total      | Simon Martirossian · Armênia       | 427 kg    | Andrei Aramnau · Bielorrússia   | 411 kg    | Rodion Bochkov · Rússia         | 410 kg    |
| + 109 kg   |                                    |           |                                 |           |                                 |           |
| Arranque   | Lasha Talakhadze · Geórgia         | 218 kg    | Irakli Turmanidze · Geórgia     | 206 kg    | Gor Minassian · Armênia         | 200 kg    |
| Arremesso  | Lasha Talakhadze · Geórgia         | 260 kg    | Ruben Aleksanyan · Armênia      | 245 kg    | Irakli Turmanidze · Geórgia     | 241 kg    |
| Total      | Lasha Talakhadze · Geórgia         | 478 kg    | Irakli Turmanidze · Geórgia     | 447 kg    | Ruben Aleksanyan · Armênia      | 440 kg    |

### Feminino
| Evento    | Ouro                          | Ouro      | Prata                          | Prata     | Bronze                          | Bronze    |
| até 45 kg | até 45 kg                     | até 45 kg | até 45 kg                      | até 45 kg | até 45 kg                       | até 45 kg |
| --------- | ----------------------------- | --------- | ------------------------------ | --------- | ------------------------------- | --------- |
| Arranque  | Şaziye Erdoğan · Turquia      | 75 kg     | Yuliya Asayonak · Bielorrússia | 69 kg     | Ivana Petrova · Bulgária        | 69 kg     |
| Arremesso | Ivana Petrova · Bulgária      | 89 kg     | Şaziye Erdoğan · Turquia       | 88 kg     | Cosmina Pană · Roménia          | 84 kg     |
| Total     | Şaziye Erdoğan · Turquia      | 163 kg    | Ivana Petrova · Bulgária       | 158 kg    | Yuliya Asayonak · Bielorrússia  | 150 kg    |
| até 49 kg |                               |           |                                |           |                                 |           |
| Arranque  | Elena Andrieș · Roménia       | 87 kg     | Kristina Sobol · Rússia        | 85 kg     | Anaïs Michel · França           | 79 kg     |
| Arremesso | Elena Andrieș · Roménia       | 103 kg    | Giorgia Russo · Itália         | 103 kg    | Manon Lorentz · França          | 99 kg     |
| Total     | Elena Andrieș · Roménia       | 190 kg    | Kristina Sobol · Rússia        | 180 kg    | Giorgia Russo · Itália          | 178 kg    |
| até 55 kg |                               |           |                                |           |                                 |           |
| Arranque  | Lucrezia Magistris · Itália   | 90 kg     | Svetlana Ershova · Rússia      | 90 kg     | Joanna Łochowska · Polónia      | 87 kg     |
| Arremesso | Joanna Łochowska · Polónia    | 112 kg    | Svetlana Ershova · Rússia      | 108 kg    | Ayşegül Çoban Başol · Turquia   | 106 kg    |
| Total     | Joanna Łochowska · Polónia    | 199 kg    | Svetlana Ershova · Rússia      | 198 kg    | Kristina Novitskaia · Rússia    | 190 kg    |
| até 59 kg |                               |           |                                |           |                                 |           |
| Arranque  | Rebeka Koha · Letônia         | 101 kg    | Izabella Yaylyan · Armênia     | 96 kg     | Aleksandra Kozlova · Rússia     | 96 kg     |
| Arremesso | Rebeka Koha · Letônia         | 120 kg    | Tatiana Aleeva · Rússia        | 120 kg    | Florina Sorina Hulpan · Roménia | 117 kg    |
| Total     | Rebeka Koha · Letônia         | 221 kg    | Tatiana Aleeva · Rússia        | 214 kg    | Aleksandra Kozlova · Rússia     | 213 kg    |
| até 64 kg |                               |           |                                |           |                                 |           |
| Arranque  | Loredana Toma · Roménia       | 111 kg    | Irina Lepșa · Roménia          | 102 kg    | Giorgia Bordignon · Itália      | 101 kg    |
| Arremesso | Loredana Toma · Roménia       | 128 kg    | Zoe Smith · Reino Unido        | 128 kg    | Irina Lepșa · Roménia           | 127 kg    |
| Total     | Loredana Toma · Roménia       | 239 kg    | Irina Lepșa · Roménia          | 229 kg    | Zoe Smith · Reino Unido         | 224 kg    |
| até 71 kg |                               |           |                                |           |                                 |           |
| Arranque  | Anastasia Romanova · Rússia   | 112 kg    | Mădălina Molie · Roménia       | 101 kg    | Nicole Rubanovich · Israel      | 96 kg     |
| Arremesso | Anastasia Romanova · Rússia   | 128 kg    | Emily Godley · Reino Unido     | 123 kg    | Maria Åkerlund · Suécia         | 118 kg    |
| Total     | Anastasia Romanova · Rússia   | 240 kg    | Emily Godley · Reino Unido     | 216 kg    | Mădălina Molie · Roménia        | 215 kg    |
| até 76 kg |                               |           |                                |           |                                 |           |
| Arranque  | Lydia Valentín · Espanha      | 108 kg    | Darya Naumava · Bielorrússia   | 106 kg    | Gaëlle Nayo-Ketchanke · França  | 103 kg    |
| Arremesso | Darya Naumava · Bielorrússia  | 136 kg    | Lydia Valentín · Espanha       | 133 kg    | Patricia Strenius · Suécia      | 132 kg    |
| Total     | Darya Naumava · Bielorrússia  | 242 kg    | Lydia Valentín · Espanha       | 241 kg    | Patricia Strenius · Suécia      | 233 kg    |
| até 81 kg |                               |           |                                |           |                                 |           |
| Arranque  | Anna Van Bellinghen · Bélgica | 103 kg    | Nina Schroth · Alemanha        | 102 kg    | Liana Gyurjyan · Armênia        | 97 kg     |
| Arremesso | Liana Gyurjyan · Armênia      | 120 kg    | Nina Schroth · Alemanha        | 120 kg    | Anna Van Bellinghen · Bélgica   | 118 kg    |
| Total     | Nina Schroth · Alemanha       | 222 kg    | Anna Van Bellinghen · Bélgica  | 221 kg    | Liana Gyurjyan · Armênia        | 217 kg    |
| até 87 kg |                               |           |                                |           |                                 |           |
| Arranque  | Kseniia Paskhina · Rússia     | 110 kg    | Diana Mstieva · Rússia         | 110 kg    | Tatev Hakobyan · Armênia        | 105 kg    |
| Arremesso | Kseniia Paskhina · Rússia     | 132 kg    | Diana Mstieva · Rússia         | 130 kg    | Sarah Fischer · Áustria         | 129 kg    |
| Total     | Kseniia Paskhina · Rússia     | 242 kg    | Diana Mstieva · Rússia         | 240 kg    | Sarah Fischer · Áustria         | 231 kg    |
| + 87 kg   |                               |           |                                |           |                                 |           |
| Arranque  | Tatiana Kachírina · Rússia    | 146 kg    | Anastasiya Lysenko · Ucrânia   | 120 kg    | Emily Campbell · Reino Unido    | 115 kg    |
| Arremesso | Tatiana Kachírina · Rússia    | 185 kg    | Anastasiya Lysenko · Ucrânia   | 148 kg    | Emily Campbell · Reino Unido    | 145 kg    |
| Total     | Tatiana Kachírina · Rússia    | 331 kg    | Anastasiya Lysenko · Ucrânia   | 268 kg    | Emily Campbell · Reino Unido    | 260 kg    |

## Quadro de medalhas
Quadro de medalhas no total combinado
| Ordem | País         | Medalha de ouro | Medalha de prata | Medalha de bronze | Total |
| ----- | ------------ | --------------- | ---------------- | ----------------- | ----- |
| 1     | Rússia       | 3               | 5                | 3                 | 11    |
| 2     | Bielorrússia | 3               | 2                | 3                 | 8     |
| 3     | Armênia      | 2               | 1                | 3                 | 6     |
| 4     | Roménia      | 2               | 1                | 1                 | 4     |
| 5     | Itália       | 2               | 0                | 1                 | 3     |
| 6     | Geórgia      | 1               | 2                | 2                 | 5     |
| 7     | Bulgária     | 1               | 2                | 0                 | 3     |
| 8     | Turquia      | 1               | 1                | 2                 | 4     |
| 9     | Alemanha     | 1               | 1                | 0                 | 2     |
| 9     | Ucrânia      | 1               | 1                | 0                 | 2     |
| 11    | Letônia      | 1               | 0                | 1                 | 2     |
| 12    | França       | 1               | 0                | 0                 | 1     |
| 12    | Polónia      | 1               | 0                | 0                 | 1     |
| 14    | Reino Unido  | 0               | 1                | 2                 | 3     |
| 15    | Albânia      | 0               | 1                | 0                 | 1     |
| 15    | Bélgica      | 0               | 1                | 0                 | 1     |
| 15    | Espanha      | 0               | 1                | 0                 | 1     |
| 18    | Áustria      | 0               | 0                | 1                 | 1     |
| 18    | Suécia       | 0               | 0                | 1                 | 1     |
| Total | Total        | 20              | 20               | 20                | 60    |